# Olimpijski stadion u Berlinu
Olympiastadion (Olimpijski stadion) je sportski stadion u Berlinu, Njemačka. Dva su stadiona na ovoj lokaciji: sadašnji i onaj stari, koji je sagrađen za potrebe neodržanih Olimpijskih igara 1916. Oba stadiona su dizajnirana od članova iste obitelji, prvi od oca Otta Marcha, drugi od sina Wernera Marcha.
Sadašnji Olympiastadion je sagrađen za Olimpijskih igara 1936. u južnom djelu Reichssportfelda (današnji Olympiapark Berlin). Tijekom Drugog svjetskog rata, stadion se blago oštetio. Nakon rata, vojna okupacija Ujedinjenog Kraljevstva je koristila Reichssportfeld kao svoj stožer, sve do 1994. godine.
Olimpijski stadion u Berlinu ima i dugačku povijest i tradiciju. Povijesno, to je stadion berlinskog nogometnog kluba Hertha BSC Berlin. Stadion se koristio i za 3 utakmice Svjetskog nogometnog prvenstva 1974. Na njemu je održano 6 utakmica (uključujući i finale) Svjetskog nogometnog prvenstva 2006. i renoviran je zbog tog razloga. Svake godine, na Olympiastadionu se održava finale DFB-Pokala.

## Povijest

### 1916. – 1934.
U 1912. godini, tijekom Olimpijskih igara 1912., Međunarodni olimpijski odbor je odabrao grad Berlin kao domaćina sljedećih Olimpijskih igara. U početku, stadion se trebao sagraditi u šumi Grunewald, zapadni Berlin i poslije je zbog toga stadion bio poznat i kao Grunewaldstadion. Na kraju, odlučeno je da se stadion ne sagradi u Grunewald šumi, već su dali arhitektu Ottu Marchu da odredi lokaciju i sagradi stadion. Odlučio je "pokopati" Erdstadion i tu sagraditi stadion s kapacitetom od 40,000 sjedala, tada najveći stadion na svijetu. Doduše, Olimpijske igre 1916. na kraju nisu bile održane zbog Prvog svjetskog rata.

### 1936.
U 1931. godini, Međunarodni olimpijski odbor je Berlinu dao domaćinstvo XI. Olimpijskih igara 1936. Njemačka vlada je odlučila renovirati stari Olympiastadion iz 1916., s arhitektom Wernerom Marchom, sinom Otta Marcha.
Kada je 1933. godine njemačka Nacionalsocijalistička radnička stranka došla na vlast u Njemačkoj odlučili su iskoristiti Olimpijske igre za propagandne potrebe. Hitler je naredio da se u šumi Grunewald sagradi veliki sportski kompleks imena "Reichssportfeld" s potpuno novim Olympiastadionom. Arhitekt Werner March je ostao kao glavni u projektu, zajedno sa svojim bratom Walterom Marchom.

Gradnja se odvijala od 1934. do 1936. Kada je se završila gradnja Reichssportfelda, bio je dug 1.32 km2 i sadržavao je: Olympiastadion, Maifeld i Waldbühne amphitheater, napravljeni za razne vrste sportova kao nogomet, plivanje, hokej na travi, itd.
Werner March je sagradio novi Olympiastadion na mjestu starog Deutsches Stadiona, sa strukturom dubokom 12 metara pod zemljom.
Kapacitet novog Olympiastadiona je dosegao dao 110,000. Također je sadržavao VIP ložu napravljenu za Adolfa Hitlera i njegove suradnike. Tlocrt stadiona je simetrično dizajniran, a pokraj Maifelda, nalazio se "Marathontor" (maratonski luk) s velikim spremištem napravljenim za olimpijski plamen.

### 1939. – 1945.
Olympiastadion je jedna od rijetkih građevina koja je "preživjela" Drugi svjetski rat, ostao je gotovo netaknut. Jedini napad na njega je bio sa strojnicama. Najpoznatija bitka oko Olympiastadiona je bila u travnju 1945. godine, kada je sovjetska armija htjela okupirati stadion. Ovaj događaj je bio tijekom posljednje bitke Drugog svjetskog rata.
Jedini dio Reichssportfelda je toranj Glockenturm na kojem se nalazilo zvono. Treći Reich ga je koristio kao spremnik i arhivu, npr. filmova. sovjetske snage su slučajno pogodile toranj, a toranj je popravljen.
U 1947. godini, Britanski inženjeri su srušili toranj, ali su ga rekonstruirali u 1962. godini. Olimpijsko zvono, koje je preživjelo sovjetski napad, ostao je na tornju. Na dan napada, pao je 77 metara i napukao. 1956., zvono je spašeno i koristilo se kao meta za vježbe protutenkovskog streljiva. Napuklo zvono je ostalo čitavo i danas.

### 1945. – 1994.
Poslije rata, stari Reichssportfeld je korišten kao glavni stožer vojne okupacije Ujedinjenog Kraljevstva.
Britanske snage su zasjele u sjeverne građevine koje su sagradili Marchovi potomci, kad ih je Treći Reich koristio za zgrade službenih sportskih organizacija. Uskoro, okupator je počeo pažljivu rekonstrukciju glavnih građevina. Od tata svake godine, sve do 1994., britanske snage su održavale proslave "Dana nezavisnosti"u Maifeldu sa stotinama tisuća gledatelja iz Berlina i ostalih gradova. Tijekom 60-ih godina prošlog stoljeća, američka vojska i srednjoškolske nogometne momčadi su predstavljale američki nogomet građanima Berlina u prijateljskim utakmicama.
Tijekom tih godina Bundesligaške utakmica su igrane na Olympiastadionu, kao stadion berlinske Herthe. u Maifeldu, igran je i nogomet, ragbi, te polo. Na ljeto, Waldbühne je nastavio ugošćavati koncerte europske klasične glazbe, kao i prikazivanje filmova. Kazalište je također upotrebljavano i za boksaške utakmice.
Restauracija "Glockenturma" je trajala od 1960. do 1962., opet s arhitektom Wernerom Marchom, koristili su originalne tlocrte. Novi toranj je postao važna turistička destinacija, s nje se mogla vidjeti panorama Berlin, Spandaua, Havel Valleya, Potsdama, Nauena, i Hennigsdorfa.

### 1994. – 2005.
U 1998., građani Berlina su raspravljali o sudbini Olympiastadiona i baštini koju on predstavlja za Njemačku.
Jedni su htjeli srušiti stadion i sagraditi novi ispačetka, dok su drugi htjeli da se ostane mrviti i sam rušiti, slično kao rimski Kolosej.
Na kraju je odlučeno renovirati stadion. Nakon te odluke, FIFA ga je odabrala kao jedan od stadina domaćina Svjetskog prvenstva 2006. Grad Berlin je unajmio konzorcij koji se stastojao od tvrtki WALTER BAU-AG i DYWIDAG koje su dobile 45 milijuna €. Konzorcij je bio zadužen za gradnju stadiona zajedno s Herthom BSC i berlinskom vladom.
3. srpnja 2000., renovacija je započela s ceremonijom, koju su predsjedali njemački kancelar Gerhard Schröder, Eberhard Diepgen (gradolnačelnik Berlina), Franz Beckenbauer i Prof. Dr. Ignaz Walter.

### Renovacija
Svečano otvaranje najnovijeg Olimpijskog stadiona je održana 31. srpnja i 1. kolovoza 2004. Taj dan, u subotu, počela je proslava s nastupima Pinka, Nenaa (99 Luftballons) i Daniela Barenboima. Proslava je trajala cijelu noć.
Drugi dan, odigrana je prijateljska utakmica između različitih kategorija kluba Hertha BSC i ostalih momčadi. 8. rujna 2004., Brazil je igrao protiv Njemačke.
Novi Olympiastadion je imao kapacitet od 76,000 sjedala, to je drugi najveći stadion u Njemačkoj nakon Dortmundskog Signal Iduna Parka, prije zvanog Westfalenstadion.
Krov stadiona je dosegao 68 metara iznad sjedala, a napravljen je od transparentnih ploča koje propuštaju sunčevu svjetlost. Zapadni dio (na Maratonskom luku) je otvoren da se vidi "Glockenturm".
Olympiastadion je opremljen s najnovijom svjetlosnom i zvučnom tehnologijom. Sadrži i 113 VIP loža, grupu restorana i dvije podzemne garaže u koje mogu stati i do 630 automobila.
Ukupni trošak renoviranja i proširenja stadiona je bio 242 milijuna €.

## Poznati događaji

### Olimpijske igre 1936.
1. kolovoza 1936., Olimpijske igre su svečano otvorene od nacističkog diktatora, Adolfa Hitlera, a olimpijski plamen je nosio atletičar Fritz Schilgen.
Dok je olimpijski plamen prvi put upotrebljen u Amsterdamu 1928., tako je i u Berlinu 1936. prvi put upotrebljeno prenošenje olimpijske baklje iz grčke Olimpije. Pređeno je šest granica s maratonskim putovanjem od 3000 km do Berlina, prolazeći kroz Grčku, Bugarsku, Jugoslaviju, Mađarsku, Čehoslovačku, Austriju i Njemačku. Ideja o nošenju olimpijske baklje je bila od čuvenog političara Carla Diema, koji je bio politički savjetnik nacističkom ministru Josefu Goebbelsu, specijaliziranom za Olimpijska pitanja.
Ukupno je prodano četiri milijuna karata za sva sportska događanja na na Olimpijskim igrama 1936. u Berlinu. Ove su igre također bile prve olimpijske igre s TV prijenosom (25 velikih ekrana je bilo rasuto po cijelom Berlinu) i radio prijenosom u 28 jezika (s 20 radio kombija i 300 mikrofona).
Uz ostala sportska događanja na igrama, najupamćeniji događaj je bio nastup afroameričkog atletičara Jessea Owensa, koji je predstavljao Sjedinjene Američke Države. Owens je osvojio zlatnu medalju u 4 kategorije: 100 metara, 200 metara, skok u vis i 4 x 100 metara štafeta.
Olimpijske igre 1936. održane u Olympiastadionu su ovjekovječene u filmu Olympia (1938.) redateljice Leni Riefenstahl.

### Svjetsko prvenstvo u nogometu 1974.
Nekoliko utakmica skupine A (Zapadna Njemačka, Čile, Istočna Njemačka i Australija) Svjetskog nogometnog prvenstva 1974. je igrano na Olympiastadionu. Treća utakmica, Australija - Čile, je igrana na jakoj kiši. Domaćin, Zapadna Njemačka, je osvojila prvenstvo.
| Datum      | Skupina   | Momčad #1        | Rez. | Momčad #2 | Destinacija |
| ---------- | --------- | ---------------- | ---- | --------- | ----------- |
| 14. srpnja | Skupina A | Zapadna Njemačka | 1:0  | Čile      | Druga runda |
| 18. srpnja | Skupina A | Istočna Njemačka | 1:1  | Čile      | Druga runda |
| 22. srpnja | Skupina A | Australija       | 0:0  | Čile      | Druga runda |

| Momčad           | Bod. | Uta. | Pob. | Izj. | Por. | PoG. | PrG. | GR |
| ---------------- | ---- | ---- | ---- | ---- | ---- | ---- | ---- | -- |
| Istočna Njemačka | 5    | 3    | 2    | 1    | 0    | 4    | 1    | 3  |
| Zapadna Njemačka | 4    | 3    | 2    | 0    | 1    | 4    | 1    | 3  |
| Čile             | 2    | 3    | 0    | 2    | 1    | 1    | 2    | -1 |
| Australija       | 1    | 3    | 0    | 1    | 2    | 0    | 5    | -5 |

### Svjetsko prvenstvo u nogometu 2006.
Olympiastadion je odabran za jedne od stadiona Svjetskog prvenstva u nogometu 2006. i odabran je kao stadion za finale, koje je igrano točno 70 godina od Olimpijskih igara 1936. Osim finala, na stadionu je se održavala po jedna utakmica skupina F, B, A i H, te utakmica četvrtfinala.
| Datum            | Vrijeme (CET) | Momčad #1 | Rez.        | Momčad #2 | Runda        | Gledatelja |
| ---------------- | ------------- | --------- | ----------- | --------- | ------------ | ---------- |
| 13. lipnja 2006. | 21:00         | Brazil    | 1:0         | Hrvatska  | Skupina F    | 72,000     |
| 15. lipnja 2006. | 21:00         | Švedska   | 1:0         | Paragvaj  | Skupina B    | 72,000     |
| 20. lipnja 2006. | 16:00         | Njemačka  | 3:0         | Ekvador   | Skupina A    | 72,000     |
| 23. lipnja 2006. | 18:00         | Ukrajina  | 1:0         | Tunis     | Skupina H    | 72,000     |
| 30. lipnja 2006. | 17:00         | Njemačka  | 1:1 (4:2 p) | Argentina | Četvrtfinale | 72,000     |
| 9. srpnja 2006.  | 20.00         | Italija   | 1:1 (5:3 p) | Francuska | Finale       | 72,000     |